# 前田幸長
前田 幸長（まえだ ゆきなが、1970年8月26日 - ）は、福岡県那珂川市出身の元プロ野球選手（投手）。
現役引退後、2009年より日本経済大学にて准教授を務めていた。2012年に退任。現在は野球解説者としてニッポン放送と九州朝日放送（KBCラジオ）の中継、J SPORTSのメジャーリーグ中継に出演している傍ら、東京スポーツの野球評論家として活動している。シンクバンク→FLAME OF SINCERITY(フレイムオブシンセリティ)所属。2020年4月よりTTパレット所属のインフルエンサーとしてYouTubeチャンネル「前田幸長のチョコチャンネル」を開設し、タレント、YouTuberとしても活動をしている。2021年1月より、個人事務所Sports Bond Production（スポーツボンドプロダクション）に所属。
また、「人生タイミングとターニングポイント」の講演題目で全国各地で講演や野球教室の開催などの活動をしている。都筑中央ボーイズを主宰し、会長として指導も行っている。愛称は「チョコ」。

## 経歴

### プロ入り前
福岡第一高等学校時代に稲垣人司から厳しい指導を受け投手として力を付けた。
1988年、福岡第一高等学校のエースとして同学年の山之内健一らとともに春夏連続甲子園出場。同年夏の第70回全国選手権大会では決勝で広島商業に敗れ、準優勝に終わったが甘いマスクと戦国武将を思わせる名前で人気を集めた。高校の1学年後輩に古里泰隆、2学年後輩に松元秀一郎がいた。
同年のプロ野球ドラフト会議では、地元に誕生した福岡ダイエーホークスが2位指名を公言したが本人は大学進学の意思を表明し、同志社大学のセレクションを受ける。ところが秘密裏に西武ライオンズとの間で「1位指名する」旨の話が進められていたという。しかしドラフト会議で西武は指名を回避（この時に西武が1位・2位に指名したのは共にプロ入り拒否を表明していた渡辺智男と石井丈裕である）し、結局酒井勉のクジを外したロッテオリオンズから1位指名を受け、入団。「チョコ」のニックネームは入団直後のバレンタインデーで大量のチョコレートが贈られたことが由来で本人によれば「約1500個」だという。プロ入り後、ロッテ時代にはこの「チョコ」というニックネームとかけて自身のナックルボールを「チョコボール」と自ら命名していた。

### ロッテ時代
高卒新人ながら1年目（1989年）から一軍で17試合、先発では7試合に登板。安定感を欠いたがプロ初勝利を含む2勝を挙げた。1990年からは園川一美、小宮山悟、伊良部秀輝らとロッテの先発ローテーション投手として活躍し、西武ライオンズの主砲・清原和博と幾度となく勝負を演じた。なお清原とは後々同僚となる。
ロッテ時代はチームの低迷もあり、年間8-9の勝ち星に対し12-14の負け星といった成績で、5年連続2桁黒星を記録。9勝は2度あったが2桁勝利は果たせなかった。
引退後の前田曰く、実は入団1年目の春季キャンプで左肩を痛めてしまったという。しかも本人は「肩を痛めていることを球団に知られたら二軍に落とされてしまう」ことを危惧し、左肩痛の事実をトレーナーに報告せず隠し通してしまった。このため適切な処置を受けられなかったことから慢性化し、引退まで長きにわたって苦しめられた。
1990年は中継ぎでの登板もあったことから、33試合と登板8勝13敗2セーブ、防御率3.99の成績を残した。また8完投を記録し、規定投球回到達を果たした。
1991年も前年同等の起用法がなされ、登板数は30試合に達した。8勝11敗2セーブ、防御率3.86と前年とさほど変化は見られなかったが、完投数は10に達した。
1992年からチームの本拠地が千葉マリンスタジアムへ移転。この年は1992年のオールスターゲームに出場し、第1戦（千葉マリンスタジアム）に先発した。同年はプロ入り最多の9勝を挙げ、2年連続で10完投を記録したが負け数は14だった。
1993年も9月12日の対オリックス戦で9勝目を挙げたが残り4試合の登板で勝てず自身初の2桁勝利は叶わなかった。防御率も4点台と悪化した。
1994年は調子を落とし、23試合に登板したものの先発での登板は18試合に留まった。最終的に4勝10敗、防御率6.20でシーズンを終えた。
1995年には新監督にボビー・バレンタインが就任。しかし、調子が上向くことなく17試合で3勝6敗、防御率5.10の成績でシーズンを終えた。チームは2位と躍進したものの、自身はほとんど貢献できなかった。同年オフには仁村徹・酒井忠晴・山本保司との3対3の大型トレードで平沼定晴・樋口一紀とともに星野仙一が監督復帰した中日ドラゴンズへ移籍。中日移籍直後の背番号は31。

### 中日時代
1996年は開幕2戦目の先発に抜擢され足の故障で途中離脱したが先発ローテーションの一角としてプロ初の勝ち越しを記録。最終成績は7勝4敗、防御率4.21だった。
1997年はチームの本拠地がナゴヤドームへ移転。この年も開幕からローテーションに加わったものの2勝13敗と大幅に負け越した。
1998年は背番号を18に変更し、さらに自身の希望から中継ぎ投手へ転向した。これが功を奏し、36試合に登板して初の防御率2点台を記録。同年オフには福岡ダイエーホークスからフリーエージェント (FA) の権を行使して移籍加入した武田一浩に背番号18を譲り29へ変更された。
1999年にはチーム事情から2年ぶりの先発を任されることもあった。25試合に登板し、この年も防御率2.63と安定感ある投球を見せ、リーグ優勝に貢献。福岡ダイエーホークスとの日本シリーズでは第3戦の1試合に登板した。
2000年9月24日の対読売ジャイアンツ戦（東京ドーム）に先発。この試合に中日が負けると巨人がリーグ優勝する試合であったが、上原浩治・槙原寛己・木村龍治・平松一宏と投げ合い8回まで被安打5・無四球無失点、しかし9回裏に先頭・元木大介と高橋由伸に連打を打たれ降板。リリーフしたエディ・ギャラードが打ち込まれ、巨人に4年ぶりのリーグ優勝を決められた。同年は41試合を投げ、先発登板は12試合。5勝4敗、防御率3.78と調子を落とした。
2001年の前半戦は先発投手を任されていたが不調により後半戦から再び中継ぎ投手に転向した。最終的に36試合の登板で4勝10敗、防御率3.41と精彩を欠いた成績でシーズンを終えた。なお星野はこの年限りで監督を辞任。一方、前田は山田久志投手コーチと反りが合わず、オフに翌年の中日監督に山田が決定したこと、また契約更改において当初提示されていた年俸から突如下げられたことに不信感を抱き、11月22日には読売ジャイアンツへのFA移籍が発表された。この際、人的補償として平松一宏が巨人から中日へ移籍した。

### 巨人時代
移籍1年目の2002年は自己最多の53試合に登板。防御率2.74の成績を残し、チームのリーグ優勝と日本一に貢献した。日本一を経験したのはこれが自身初だった。
2003年は50試合に登板。一時的に抑えを務めたこともあり3セーブを挙げ、防御率3.15を残した。
2004年9月26日に通算500試合登板を達成し、勝利投手にもなった。この年は44試合に登板し、防御率2.38。
2005年には史上11人目となる1イニング4奪三振を記録。この年は50試合に登板も、勝敗とセーブは一つも付かず防御率は4点台だった。チームも1997年以来8年ぶりのBクラス（5位）という不本意なシーズンとなった。
2006年は28試合の登板に留まり防御率7.23に終わった。
2007年は育成から支配下に昇格した山口鉄也の台頭で15試合の登板に留まった。10月30日、国内でやり残したことはないとの理由から、メジャーリーグ挑戦のため球団への退団申請が了承され、11月30日に自由契約公示された。

### MLB時代
11月12日にSFXベースボールジャパン社と代理人契約を結ぶと1月26日に渡米。28日に10球団を招いて合同トライアウトを実施している。
2008年、テキサス・レンジャーズとマイナー契約。3Aオクラホマでは36試合に登板して5勝3敗、防御率4.55の成績を記録したがメジャー昇格は果たせず、12月3日に現役引退を表明した。

### 引退後
現在はニッポン放送・九州朝日放送における関東地区でのビジター試合中継の野球解説者、タレントをはじめ、企業主催の講演会や母校・福岡第一高校の系列大学である日本経済大学で教壇に立つなど幅広い活動を展開している。2011年8月から10月にかけて東京スポーツ紙上で集中連載「流浪の左腕 前田幸長 細く長く」を執筆し、自らの半生を振り返った。また、少年野球チーム・都筑ジャイアンツボーイズ（中学生）と2008年に都筑中央ボーイズ（小学生）を2000万で設立し会長を務めている。「プロからのコーチの要請も3回くらい来ましたし、大学や高校からも依頼が来ましたけど、『うーん、やらない』って。全部断りました。興味がない訳ではないんですが、来てくれる子どもたちに必要とされる人間であることが、最優先ですから」と述べている。
2020年4月には自身のYouTubeチャンネル「前田幸長のチョコチャンネル」を開設。新型コロナウイルス感染拡大による甲子園中止を受け、「コロナ禍で苦しむ球児に希望を与えたい」とYouTubeを通して野球の知識や技術についての配信を行っている。
2024年8月、日本プロ野球OBクラブからの派遣という形で野球パキスタン代表のヘッドコーチ兼投手コーチに就任。さらに、同U18・U12代表のヘッドコーチ兼投手コーチ兼育成ディレクターにもそれぞれ就任した。

## プレースタイル
現役時代はクイックモーションの名手として知られ、通常のクイックよりも更に素早い動作で投球することから「スーパークイック」の使い手と称されていた。一般的にプロ野球選手（投手）がクイックで捕手に投げ終わるまでのタイムは約1.2秒とされるが、前田は最速0.99秒と驚異的な速さで投げ終えることができた。また、クイックでの投球は通常時より動作が小さくなるため球威が大幅に落ちる投手が大半である中、前田は逆に「クイックで投げていた時の方が（通常時よりも）球威が増していた」と振り返り、工藤公康にも同様のことを言われたという。また、打者もタイミングが取りづらいことから、関川浩一のアドバイスでランナーなしの場面でもクイックを投げるようになった。他にも「（スーパークイックで）盗塁されたことはほとんどなく、ほぼ打者に集中できた」「スーパークイックを投げてる場面でランナーが動いているのを見たことがない」などと述懐し、通常のクイックよりも素早く、球威も衰えない「スーパークイック」は相手ランナーの脅威となっていたことがうかがえる。

## 人物
既婚。妻は高校時代の同級生。高校2年時の秋から交際を重ね、21歳の時に結婚した。二男二女の父。
演技の仕事に興味を持っていることをフリーアナウンサーの松本秀夫に打ち明けたところ、松本が主催している「劇団チェンジアップ」第2回公演（2020年1月）に出演。2025年の第3回公演にも出演した。

## 詳細情報

### 年度別投手成績
| 年 度      | 球 団      | 登 板 | 先 発 | 完 投 | 完 封 | 無 四 球 | 勝 利 | 敗 戦 | セ 丨 ブ | ホ 丨 ル ド | 勝 率 | 打 者 | 投 球 回 | 被 安 打 | 被 本 塁 打 | 与 四 球 | 敬 遠 | 与 死 球 | 奪 三 振 | 暴 投 | ボ 丨 ク | 失 点 | 自 責 点 | 防 御 率 | W H I P |
| ---------- | ---------- | ----- | ----- | ----- | ----- | -------- | ----- | ----- | -------- | ----------- | ----- | ----- | -------- | -------- | ----------- | -------- | ----- | -------- | -------- | ----- | -------- | ----- | -------- | -------- | ------- |
| 1989       | ロッテ     | 17    | 7     | 0     | 0     | 0        | 2     | 3     | 0        | --          | .400  | 165   | 36.1     | 43       | 7           | 22       | 0     | 1        | 31       | 3     | 2        | 29    | 28       | 6.94     | 1.79    |
| 1990       | ロッテ     | 33    | 20    | 8     | 1     | 1        | 8     | 13    | 2        | --          | .381  | 697   | 167.0    | 162      | 19          | 51       | 3     | 4        | 130      | 12    | 0        | 79    | 74       | 3.99     | 1.28    |
| 1991       | ロッテ     | 30    | 22    | 10    | 1     | 1        | 8     | 11    | 2        | --          | .421  | 699   | 163.1    | 145      | 30          | 72       | 4     | 5        | 130      | 10    | 0        | 79    | 70       | 3.86     | 1.33    |
| 1992       | ロッテ     | 28    | 26    | 10    | 2     | 0        | 9     | 14    | 0        | --          | .391  | 751   | 173.0    | 151      | 20          | 86       | 2     | 1        | 158      | 12    | 0        | 82    | 76       | 3.95     | 1.37    |
| 1993       | ロッテ     | 27    | 26    | 6     | 0     | 1        | 9     | 12    | 0        | --          | .429  | 736   | 171.1    | 176      | 21          | 68       | 0     | 2        | 100      | 6     | 0        | 85    | 79       | 4.15     | 1.42    |
| 1994       | ロッテ     | 23    | 18    | 0     | 0     | 0        | 4     | 10    | 0        | --          | .286  | 467   | 103.0    | 114      | 14          | 55       | 1     | 3        | 59       | 9     | 0        | 76    | 71       | 6.20     | 1.64    |
| 1995       | ロッテ     | 17    | 9     | 0     | 0     | 0        | 3     | 6     | 0        | --          | .333  | 265   | 60.0     | 61       | 11          | 24       | 2     | 0        | 49       | 6     | 0        | 34    | 34       | 5.10     | 1.42    |
| 1996       | 中日       | 17    | 13    | 1     | 0     | 0        | 7     | 4     | 0        | --          | .636  | 328   | 77.0     | 73       | 9           | 22       | 2     | 0        | 55       | 4     | 0        | 44    | 36       | 4.21     | 1.23    |
| 1997       | 中日       | 25    | 18    | 0     | 0     | 0        | 2     | 13    | 0        | --          | .133  | 448   | 101.1    | 112      | 11          | 37       | 4     | 3        | 91       | 2     | 0        | 59    | 57       | 5.06     | 1.47    |
| 1998       | 中日       | 36    | 0     | 0     | 0     | 0        | 4     | 2     | 0        | --          | .667  | 176   | 42.1     | 43       | 2           | 11       | 1     | 0        | 34       | 1     | 1        | 11    | 11       | 2.34     | 1.28    |
| 1999       | 中日       | 25    | 4     | 0     | 0     | 0        | 2     | 0     | 1        | --          | 1.000 | 145   | 37.2     | 26       | 5           | 10       | 3     | 1        | 34       | 2     | 0        | 12    | 11       | 2.63     | 0.96    |
| 2000       | 中日       | 41    | 12    | 0     | 0     | 0        | 5     | 4     | 0        | --          | .556  | 392   | 97.2     | 82       | 10          | 18       | 1     | 2        | 71       | 2     | 0        | 46    | 41       | 3.78     | 1.02    |
| 2001       | 中日       | 36    | 13    | 1     | 0     | 0        | 4     | 10    | 0        | --          | .286  | 430   | 103.0    | 98       | 10          | 26       | 4     | 0        | 81       | 6     | 0        | 39    | 39       | 3.41     | 1.20    |
| 2002       | 巨人       | 53    | 0     | 0     | 0     | 0        | 4     | 4     | 1        | --          | .500  | 188   | 46.0     | 47       | 4           | 6        | 3     | 2        | 43       | 2     | 0        | 17    | 14       | 2.74     | 1.15    |
| 2003       | 巨人       | 50    | 0     | 0     | 0     | 0        | 5     | 2     | 3        | --          | .714  | 236   | 60.0     | 49       | 4           | 7        | 2     | 1        | 49       | 3     | 0        | 22    | 21       | 3.15     | 0.93    |
| 2004       | 巨人       | 44    | 0     | 0     | 0     | 0        | 2     | 1     | 0        | --          | .667  | 170   | 41.2     | 43       | 3           | 2        | 0     | 2        | 48       | 1     | 0        | 13    | 11       | 2.38     | 1.08    |
| 2005       | 巨人       | 50    | 0     | 0     | 0     | 0        | 0     | 0     | 0        | 9           | ----  | 269   | 62.0     | 67       | 9           | 18       | 6     | 1        | 58       | 2     | 0        | 35    | 32       | 4.65     | 1.37    |
| 2006       | 巨人       | 28    | 0     | 0     | 0     | 0        | 0     | 0     | 0        | 2           | ----  | 100   | 23.2     | 32       | 4           | 3        | 0     | 0        | 15       | 1     | 0        | 19    | 19       | 7.23     | 1.48    |
| 2007       | 巨人       | 15    | 0     | 0     | 0     | 0        | 0     | 1     | 0        | 1           | .000  | 51    | 10.2     | 20       | 2           | 1        | 0     | 0        | 5        | 0     | 0        | 6     | 6        | 5.06     | 1.97    |
| 通算：19年 | 通算：19年 | 595   | 188   | 36    | 4     | 3        | 78    | 110   | 9        | 12          | .415  | 6713  | 1577.0   | 1544     | 195         | 539      | 38    | 28       | 1241     | 84    | 3        | 787   | 730      | 4.17     | 1.32    |

- 各年度の太字はリーグ最高

### 表彰
- JA全農Go・Go賞（救援賞：1998年7月）

### 記録
初記録
- 初登板：1989年4月15日、対近鉄バファローズ2回戦（川崎球場）、9回表二死に4番手として救援登板・完了、1/3回を無失点
- 初奪三振：1989年7月8日、対西武ライオンズ10回戦（川崎球場）、9回表に笘篠誠治から
- 初先発：1989年7月23日、対近鉄バファローズ19回戦（川崎球場）、1回0/3を4失点で敗戦投手
- 初勝利・初先発勝利：1989年9月17日、対日本ハムファイターズ26回戦（川崎球場）、6回1/3を1失点
- 初完投勝利・初完封勝利：1990年4月26日、対福岡ダイエーホークス3回戦（川崎球場）
- 初セーブ：1990年8月18日、対オリックス・ブレーブス18回戦（札幌市円山球場）、7回表に3番手として救援登板・完了、3回無失点
- 初ホールド：2005年4月6日、対横浜ベイスターズ2回戦（横浜スタジアム）、6回裏に2番手として救援登板、1回無失点
- 初安打・初打点：2000年8月26日、対ヤクルトスワローズ21回戦（明治神宮野球場）、2回表に山部太から右前適時打

節目の記録
- 1000投球回数：1997年6月10日、対広島東洋カープ9回戦（広島市民球場）、8回裏に木村拓也を空振り三振で三死目をとり達成 ※史上271人目
- 1000奪三振：2001年8月8日、対横浜ベイスターズ20回戦（札幌ドーム）、6回表にジョン・ズーバーから ※史上105人目
- 500試合：2004年9月26日、対阪神タイガース27回戦（東京ドーム）、8回表に2番手として救援登板、1回無失点で勝利投手 ※史上76人目
- 1500投球回数：2005年5月11日、対オリックス・バファローズ2回戦（東京ドーム）、11回表に阿部真宏の投手前犠打で一死目をとり達成 ※史上155人目

その他の記録
- 1イニング4奪三振：2005年4月6日、対横浜ベイスターズ2回戦（横浜スタジアム）、6回裏に佐伯貴弘（振り逃げ）・多村仁・ケビン・ウィット・村田修一から ※史上11人目（12度目）
- オールスターゲーム出場：1回（1992年）

### 背番号
- 11（1989年 - 1995年）
- 31（1996年 - 1997年）
- 18（1998年）
- 29（1999年 - 2007年）

## メディア出演

### スポーツ番組（テレビ）
- スーパーベースボール（KBCテレビ） - 解説
  - 関東圏在住のためホームゲームは福岡に出張して出演。年度によってはKBCテレビへ出演しない場合もある。2023年はラジオのビジター開催週末デーゲーム中継の縮小にともなう補填のため、KBCテレビが自社制作した関東圏での試合には出演
- パ・リーグマニア（2012年1月22日 - 2月26日、TOKYO MX） - 司会
- メジャーリーグ中継（J SPORTS） - 解説
- HAPPY MONDAY BASEBALL 今週のプロ野球とことん予想（BSスカパー）

### ラジオ
- KBCホークスナイター／KBCダイナミックホークス（KBCラジオ） - 解説（主に関東・東北地方のビジターゲーム担当だが、過去には福岡に出張してのホームゲーム担当もあった）
- ニッポン放送ショウアップナイター（2015年度から、ニッポン放送） - 解説
  - 主に「KBCホークスナイター」（前述）や「STVファイターズLIVE」「東海ラジオ ガッツナイター」「RCCカープナイター」等の裏送り中継（ニッポン放送の自社予備も兼ねる）に出演。2017年からは自社本番も担当。TBSラジオの野球中継撤退に伴い土・日曜にニッポン放送が制作しているJRN系列局向け中継には「CBCドラゴンズサタデー／サンデー」「HBCサタデー／サンデーファイターズ」（いずれも2021年から）に出演する一方、「RKBエキサイトホークス」（ナイター枠での予備からの昇格でニッポン放送でも放送される可能性のある場合を含む）にはKBCラジオとの契約上出演しない
- ナイタースペシャル・まいにちとことんプロ野球（2015年度から、ニッポン放送） - コメンテーター
- 文化放送ホームランナイター（文化放送）
  - ニッポン放送との契約上[要出典]、2015年度以降本番カードへの出演はない。ソフトバンクの関東圏でのビジターゲーム（対ロッテ戦中心）や東京ドームでの主催ゲームなどで、KBCへの裏送りかつ文化放送の本番へ昇格する可能性がない中継（東京ドームの対日本ハム戦で「STVファイターズLIVE」、対楽天戦で「TBCパワフルベースボール」にネットされる場合はあり）に限定して出演
- 前田幸長のサンデースポーツマガジン（ラジオ日本） - メインパーソナリティ
- ラジオ日本ジャイアンツナイター（2014年まで、ラジオ日本） - ゲスト解説
- 准教授、前田幸長のチョコゼミ（ラジオ日本） - メインパーソナリティー
- 鶴光の噂のゴールデンリクエスト（2025年3月11日、ニッポン放送） - ゲスト

### テレビ番組
- THEわれめDEポン（フジテレビONE）
- 有吉ゼミ ギャル曽根軍団VSチャレンジグルメ（2021年3月29日、日本テレビ） - ゲスト

### テレビドラマ
- 下剋上球児 第7話（2023年11月26日、TBS系） - 伊賀商業高校野球部監督 役

### 配信
- ABEMA バズ！パ・リーグ（2021年7月2日、ABEMA） - ゲスト

## 書籍
- 前田幸長史上最速のスーパークイック 名手に学ぶプロフェッショナル野球論（ベースボールマガジン社、2012年1月1日）ISBN 978-4-58310-441-6
- 少年野球 基本とレベルアップ練習法（日本文芸社、2012年6月1日）ISBN 978-4-53721-012-5 - ※監修